# 901
Cette page concerne l'année 901  du calendrier julien. Pour l'année 901 av. J.-C., voir 901 av. J.-C. Pour le nombre 901, voir 901 (nombre).
L'année 901 est une année commune qui commence un jeudi.

## Événements
- 6 janvier : discours d'Aréthas de Patras à l'occasion de l'Épiphanie. Il  devient rhéteur à la cour de Léon VI le Sage à Constantinople et est nommé évêque de Césarée de Cappadoce[1]..
- 25 janvier : au Japon, le poète Sugawara no Michizane est envoyé en exil à Dazaifu[2].
- 15 ou 22 février : Louis III de Provence, dit l’Aveugle (v.833-928), est couronné empereur d’Occident à Rome (fin de règne en 915)[3]. Le roi Bérenger Ier de Frioul, vaincu, doit se réfugier en Bavière auprès de Louis l'Enfant[4].
- 1er mars : Nicolas Ier Mystikos, laïc proche de Photios, devient patriarche de Constantinople[5].
- 10 juin : les Aghlabides pillent Reggio de Calabre[6].
- 10 juillet, Espagne : Ibn al-Qitt, qui a proclamé le djihad, galvanisé par le prédicateur Abu 'Ali al-Sarraj, est battu par Alphonse III des Asturies à la bataille de Zamora[7].
- Automne[8] : Æthelwold, révolté contre son cousin Édouard l'Ancien, s'allie aux Danois d’Est-Anglie et se présente avec une flotte dans l'Essex. Édouard réussit à les contenir (902)[9].

- Abu abd-Allah soulève les Berbères Kutama contre l'émir aghlabide d'Ifrikiya (Tunisie)[10].